# Mario Matt
Mario Matt (Flirsch, 9. travnja 1979.) umirovljeni je austrijski alpski skijaš, olimpijski pobjednik u slalomu iz Sočija 2014. godine.
Bio je slalomski specijalist. U toj disciplini ima 14 od 15 pobjeda u Svjetskom skijaškom kupu. Svoju prvu pobjedu ostvario je u Kitzbühelu 23. siječnja 2000. godine. Dvostruki je svjetski prvak u toj disciplini (2001. i 2007.) Osim ta dva zlata, vlasnik je još jednog zlata u natjecanju nacija (2007.) i dvije bronce, jedne u kombinaciji i jedne u slalomu.

## Pobjede u Svjetskom kupu
15 pobjeda (14 u slalomu i 1 u super kombinaciji)
| Datum              | Mjesto održavanja      | Disciplina        |
| ------------------ | ---------------------- | ----------------- |
| 23. siječnja 2000. | Kitzbühel              | Slalom            |
| 9. ožujka 2000.    | Schladming             | Slalom            |
| 19. prosinca 2000. | Madonna di Campiglio   | Slalom            |
| 26. studenog 2001. | Aspen                  | Slalom            |
| 13. ožujka 2005.   | Lenzerheide            | Slalom            |
| 14. siječnja 2007. | Wengen                 | Super kombinacija |
| 25. veljače 2007.  | Garmisch-Partenkirchen | Slalom            |
| 4. ožujka 2007.    | Kranjska Gora          | Slalom            |
| 6. siječnja 2008.  | Adelboden              | Slalom            |
| 22. siječnja 2008. | Schladming             | Slalom            |
| 17. veljače 2008.  | Zagreb                 | Slalom            |
| 14. ožujka 2009.   | Are                    | Slalom            |
| 27. veljače 2011.  | Bansko                 | Slalom            |
| 6. ožujka 2011.    | Kranjska Gora          | Slalom            |
| 15. prosinca 2013. | Val d'Isère            | Slalom            |